# ビラマリン

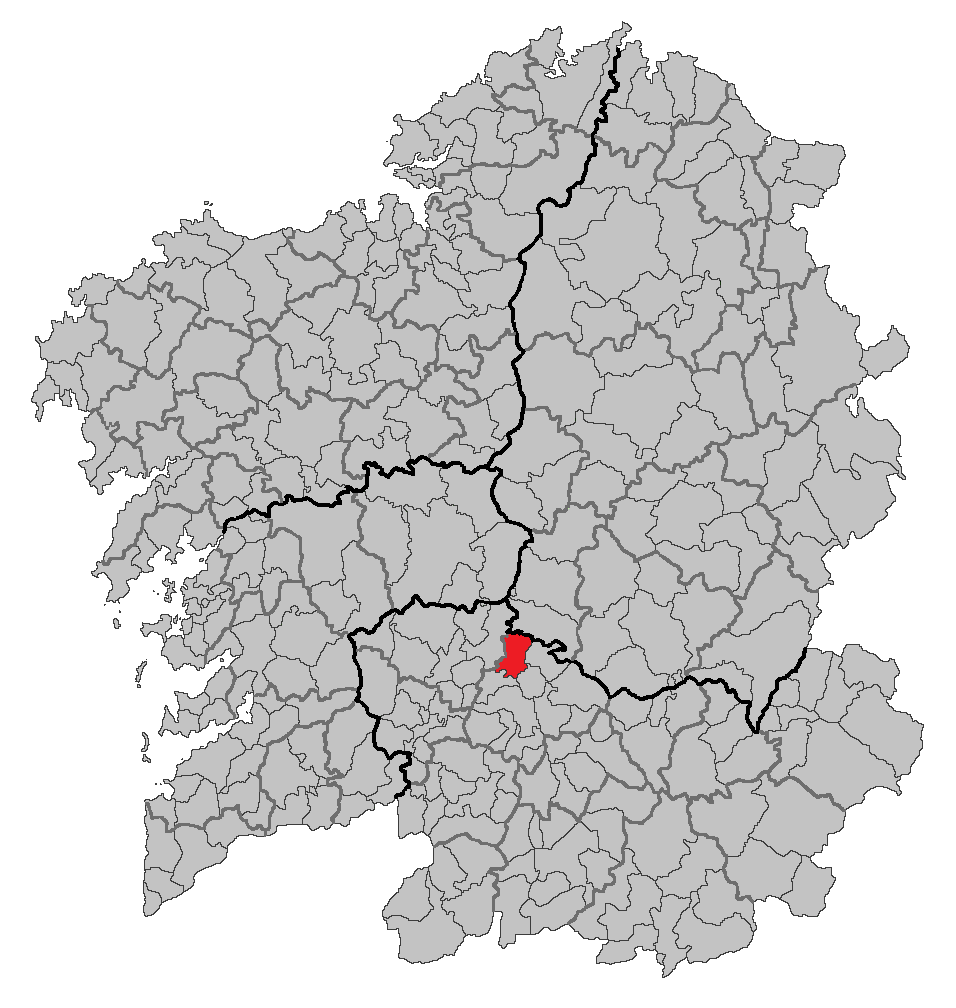

ビラマリン（Vilamarín）はスペイン、ガリシア州、オウレンセ県の自治体で、コマルカ・デ・オウレンセに属する。自治体住民名簿によると2009年の人口は2,215人（2003年：2,236人）。住民呼称は、vilamarinés/-esa。カスティーリャ語表記はVillamarín（ビジャマリン）。
ガリシア語話者の自治体人口に占める割合は99.10％（2001年）。

## 地理
ビラマリンはオウレンセ県の北西部に位置し、コマルカ・デ・オウレンセに属する。隣接する自治体は、北はルーゴ県のカルバジェード、東はア・ペローシャとコーレス、南はアモエイロ、西はサン・クリストーボ・デ・セアである。
ビラマリンは県の北部、県都から17kmの距離にあり、面積は56km²を有する。北緯42度28分西経7度55分に位置する。

### 人口
| ビラマリンの人口推移 1900－2010                         |
|                                                         |
| 出典:INE（スペイン国立統計局）1900年 - 1991年、1996年 - |

## 政治
自治体首長はガリシア国民党（PPdeG）のアマドール・バスケス・バスケス（Amador Vázquez Vázquez）、自治体評議員はガリシア国民党：9、ガリシア民族主義ブロック（BNG）：2となっている（2007年の自治体選挙の結果）。

## 教区
ビラマリンは9の教区に分けられる。
- ボイモルト（サンタ・バイア）
- レオン（サンタ・バイア）
- オルバン（サンタ・マリーア）
- レアデゴス（サン・ビセンテ）
- オ・リオ（サン・サルバドール）
- ソブレイラ（サン・ショアン）
- タマジャンコス（サンタ・マリーア）
- ビラマリン（サンティアーゴ）
- ビーニャ（サン・ロマン）